# 黑塔 (漫畫)
《黑塔》（英語：The Dark Tower）是一系列美國漫畫，改編自史蒂芬·金的同名奇幻長篇小說，由漫威漫畫出品。羅賓·佛斯負責構思劇情，彼得·大衛撰寫腳本，每一集的繪者不一定相同。

## 作品列表
| 標題             | 開始日期   | 完結日期   | 總集數 |
| ---------------- | ---------- | ---------- | ------ |
| 《槍客誕生》     | 2007年2月  | 2007年6月  | 7      |
| 《漫漫歸途》     | 2008年3月  | 2008年7月  | 5      |
| 《背叛》         | 2008年9月  | 2009年2月  | 6      |
| 《巫師》         | 2009年4月  |            | 外傳   |
| 《基列地殞落》   | 2009年5月  | 2009年10月 | 6      |
| 《耶利哥丘之戰》 | 2009年12月 | 2010年4月  | 5      |

| 標題               | 開始日期   | 完結日期   | 總集數 |
| ------------------ | ---------- | ---------- | ------ |
| 《旅途開始》       | 2010年5月  | 2010年9月  | 5      |
| 《伊路利亞小姑娘》 | 2010年12月 | 2011年5月  | 5      |
| 《塔爾城之戰》     | 2011年6月  | 2011年10月 | 5      |
| 《驛站》           | 2011年12月 | 2012年4月  | 5      |
| 《黑衣人》         | 2012年6月  | 2012年10月 | 5      |
| 《希彌的故事》     | 2013年1月  | 2013年2月  | 2      |
| 《邪惡之地》       | 2013年4月  | 2013年6月  | 2      |
| 《波斯爺就此墜落》 | 2013年8月  |            | 外傳   |

| 標題             | 開始日期   | 完結日期   | 總集數 |
| ---------------- | ---------- | ---------- | ------ |
| 《囚犯》（The Prisoner）     | 2014年9月  | 2014年12月 | 5      |
| 《撲克牌屋》（House of Cards） | 2015年3月  | 2015年7月  | 5      |
| 《陰影夫人》     | 2015年9月  | 2016年1月  | 5      |
| 《良藥苦口》     | 2016年4月  | 2016年8月  | 5      |
| 《水手》         | 2016年10月 | 2017年2月  | 5      |

## 附註
1. ↑  在《黑塔III 荒原的試煉》中，羅蘭一行人在路上看到一架墜毀的飛機，裡頭有一具屍體，眾人知道是傳說中的軍閥大衛·奎克。羅蘭於是吟了一首舊詩的其中一段「波斯爺就此墜落，雷霆一震，四鄉俱動。」詩的劇情和《舊約聖經》故事大衛擊敗巨人歌利亚的故事雷同，波斯爺也就是這首詩裡的巨人。[27]
2. ↑  在《黑塔II 三張預言牌》中，僱用艾迪偷渡毒品的毒梟安立可·巴拉札（Enrico Balazar）有疊撲克牌屋的嗜好[31]。
3. ↑  在《黑塔II 三張預言牌》中，Chapter Three「推人者」（The Pusher）的第一章即名為「良藥苦口」（Bitter Medicine），當中羅蘭透過門進入將傑克推下火車月台的男子杰克·摩特（Jack Mort）身體裡，試圖阻止他殺死傑克[36]。
4. ↑  「水手」指的是傑克，在《黑塔I 最後的槍客》中，黑衣人給羅蘭看了7張塔羅牌，其中第2張就是象徵傑克的「水手」（The Sailor）[39]。